# Kombretum
Kombretum (lat. Combretum) rod grmastih penjačica, grmova i drveća iz porodice Combretaceae, dio reda mirtolike. Pripada mu preko 270 vrsta u suptropskim i tropskim krajevima Azije, Afrike, Amerike i Australije.  

Vrste nekadašnjeg roda kviskualis (Quisqualis), također su uključene u njega.

## Vrste
1. Combretum aculeatum Vent.
2. Combretum acuminatum Roxb.
3. Combretum acutifolium Exell
4. Combretum acutum M.A.Lawson
5. Combretum adenogonium Steud. ex A.Rich.
6. Combretum adrianii Jongkind
7. Combretum afzelii G.Don
8. Combretum alatum Craib
9. Combretum albiflorum (Tul.) Jongkind
10. Combretum albopunctatum Suess.
11. Combretum alfredii Hance
12. Combretum andongense Engl. & Diels
13. Combretum andradae Exell & J.G.García
14. Combretum angolense Welw. ex M.A.Lawson
15. Combretum angustipetalum Chiov.
16. Combretum annulatum Craib
17. Combretum apetalum Wall. ex Kurz
18. Combretum aphanopetalum Engl. & Diels
19. Combretum apiculatum Sond.
20. Combretum argenteum Bertol.
21. Combretum argyrotrichum Welw. ex M.A.Lawson
22. Combretum assimile Eichler
23. Combretum atropurpureum Engl. & Diels
24. Combretum aureonitens Engl. & Gilg
25. Combretum auriculatum Engl. & Diels
26. Combretum barbatum G.Don
27. Combretum batesii Exell
28. Combretum bauchiense Hutch. & Dalziel
29. Combretum baumii Engl. & Gilg
30. Combretum bipindense Engl. & Diels
31. Combretum blepharopetalum Wickens
32. Combretum boinensis Jongkind
33. Combretum bracteatum (M.A.Lawson) Engl. & Diels
34. Combretum bracteosum (Hochst.) Engl. & Diels
35. Combretum brassiciforme Exell
36. Combretum brevistylum Eichler
37. Combretum brunneum Engl. & Diels
38. Combretum butyrosum (G.Bertol.) Tul.
39. Combretum cacoucia Exell ex Sandwith
40. Combretum caffrum (Eckl. & Zeyh.) Kuntze
41. Combretum camporum Engl.
42. Combretum capitatum De Wild. & Exell
43. Combretum capituliflorum Fenzl ex Schweinf.
44. Combretum capuronii Jongkind
45. Combretum carringtonianum Exell & J.G.García
46. Combretum caudatisepalum Exell & J.G.García
47. Combretum celastroides Welw. ex M.A.Lawson
48. Combretum chinense G.Don
49. Combretum chionanthoides Engl. & Diels
50. Combretum cinereopetalum Engl. & Diels
51. Combretum cinnabarinum Engl. & Diels
52. Combretum clarense Jongkind
53. Combretum coccineum (Sonn.) Lam.
54. Combretum collinum Fresen.
55. Combretum comosum G.Don
56. Combretum conchipetalum Engl. & Diels
57. Combretum confertum (Benth.) M.A.Lawson
58. Combretum × confusum Merr. & Rolfe
59. Combretum congolanum Liben
60. Combretum constrictum (Benth.) M.A.Lawson
61. Combretum contractum Engl. & Diels
62. Combretum coriifolium Engl. & Diels
63. Combretum coursianum (H.Perrier) Jongkind
64. Combretum cuspidatum Planch. ex Benth.
65. Combretum decandrum Jacq.
66. Combretum decaryi Jongkind
67. Combretum deciduum Collett & Hemsl.
68. Combretum demeusei De Wild.
69. Combretum discolor Taub.
70. Combretum dolichopodum Gilg
71. Combretum duarteanum Cambess.
72. Combretum echirense Jongkind
73. Combretum edwardsii Exell
74. Combretum elaeagnoides Klotzsch
75. Combretum engleri Schinz, De Wild. & T.Durand
76. Combretum eriogynum (H.Perrier) Jongkind
77. Combretum erosum Jongkind
78. Combretum erythrophloeum Gilg & Ledermann ex Engl.
79. Combretum erythrophyllum (Burch.) Sond.
80. Combretum esteriense Jongkind
81. Combretum evisceratum (H.Perrier) Jongkind
82. Combretum exalatum Engl.
83. Combretum exannulatum (O.Hoffm.) Engl. & Diels
84. Combretum excelsum Keay
85. Combretum exellii Jongkind
86. Combretum falcatum (Welw. ex Hiern) Jongkind
87. Combretum farinosum Kunth
88. Combretum flammeum Welw. ex Hiern
89. Combretum foliatum Craib
90. Combretum frangulifolium Kunth
91. Combretum fruticosum (Loefl.) Stuntz
92. Combretum fulvum Keay
93. Combretum fuscum Planch. ex Benth.
94. Combretum gabonense Exell
95. Combretum germainii Liben
96. Combretum ghesquierei Liben
97. Combretum gillettianum Liben
98. Combretum glabrum DC.
99. Combretum glaucocarpum Mart.
100. Combretum glutinosum Perr. ex DC.
101. Combretum goetzei Engl. & Diels
102. Combretum goldieanum F.Muell.
103. Combretum goossensii De Wild. & Exell
104. Combretum gordonii Jongkind
105. Combretum gossweileri Exell
106. Combretum gracile Schott
107. Combretum graciliflorum Stace
108. Combretum grandidieri Drake
109. Combretum grandiflorum G.Don
110. Combretum harmsianum Diels
111. Combretum harrisii Wickens
112. Combretum hartmannianum Schweinf.
113. Combretum haullevilleanum De Wild.
114. Combretum hensii Engl. & Diels
115. Combretum hereroense Schinz
116. Combretum hilarianum D.Dietr.
117. Combretum holstii Engl.
118. Combretum homalioides Hutch. & Dalziel
119. Combretum igneiflorum Rendón & R.Delgad.
120. Combretum illairii Engl.
121. Combretum imberbe Wawra
122. Combretum incertum Hand.-Mazz.
123. Combretum indicum (L.) DeFilipps
124. Combretum inflatum Jongkind
125. Combretum ivanii Jongkind
126. Combretum kasaiense Liben
127. Combretum kirkii M.A.Lawson
128. Combretum klossii Ridl.
129. Combretum klotzschii Welw. ex M.A.Lawson
130. Combretum kostermansii Exell
131. Combretum kraussii Hochst.
132. Combretum kwangsiense H.L.Li
133. Combretum lanceolatum Pohl ex Eichler
134. Combretum lanuginosum G.Don
135. Combretum latialatum Engl.
136. Combretum latifolium Blume
137. Combretum laxum Jacq.
138. Combretum lecardii Engl. & Diels
139. Combretum leprosum Mart.
140. Combretum lindense Exell & Mildbr.
141. Combretum linyenense Hand.-Mazz.
142. Combretum lisowskii Jongkind
143. Combretum littoreum (Engl.) Engl.
144. Combretum llewelynii J.F.Macbr.
145. Combretum lokele Liben
146. Combretum longicollum Jongkind
147. Combretum longipilosum Engl. & Diels
148. Combretum longispicatum (Engl.) Engl. & Diels
149. Combretum louisii Liben
150. Combretum lukafuensis De Wild.
151. Combretum luxenii Exell
152. Combretum macrocalyx (Tul.) Jongkind
153. Combretum malabaricum (Bedd.) Sujana, Ratheesh & Anil Kumar
154. Combretum mannii G.Lawson ex Engl. & Diels
155. Combretum marginatum Engl. & Diels
156. Combretum marquesii Engl. & Diels
157. Combretum mellifluum Eichler
158. Combretum meridionalis (H.Perrier) Jongkind
159. Combretum micranthum G.Don
160. Combretum microphyllum Klotzsch
161. Combretum mkuzense J.D.Carr & Retief
162. Combretum moggii Exell
163. Combretum molle R.Br. ex G.Don
164. Combretum monetaria Mart.
165. Combretum mooreanum Exell
166. Combretum mortehanii De Wild. & Exell
167. Combretum mossambicense (Klotzsch) Engl.
168. Combretum mucronatum Schumach. & Thonn.
169. Combretum multinervium Exell
170. Combretum mussaendiflorum Engl. & Diels
171. Combretum mweroense Baker
172. Combretum nanum Buch.-Ham. ex D.Don
173. Combretum ndjoleense Jongkind
174. Combretum nigrescens King
175. Combretum nigricans Lepr. ex Guill. & Perr.
176. Combretum nioroense Aubrév. ex Keay
177. Combretum niphophilum Gilg & Ledermann ex Engl.
178. Combretum nusbaumeri Jongkind & L.Gaut.
179. Combretum oatesii Rolfe
180. Combretum obovatum F.Hoffm.
181. Combretum obscurum Tul.
182. Combretum octagonum (H.Perrier) Jongkind
183. Combretum olivaceum Engl.
184. Combretum oliviforme A.C.Chao
185. Combretum oudenhovenii Jongkind
186. Combretum ovalifolium Roxb. ex G.Don
187. Combretum oxygonium (Tul.) Jongkind
188. Combretum oxystachyum Welw. ex M.A.Lawson
189. Combretum oyemense Exell
190. Combretum padoides Engl. & Diels
191. Combretum paniculatum Vent.
192. Combretum paradoxum Welw. ex M.A.Lawson
193. Combretum paraguariense (Eichler) Stace
194. Combretum patelliforme Engl. & Diels
195. Combretum paucinervium Engl. & Diels
196. Combretum pavonii G.Don
197. Combretum pecoense Exell
198. Combretum pellegrinianum Exell
199. Combretum pentagonum M.A.Lawson
200. Combretum perakense M.G.Gangop. & Chakrab.
201. Combretum petrophilum Retief
202. Combretum phaeocarpum Mart.
203. Combretum pilosum Roxb. ex G.Don
204. Combretum pisoniiflorum (Klotzsch) Engl.
205. Combretum pisonioides Taub.
206. Combretum platypterum (Welw.) Hutch. & Dalziel
207. Combretum polyanthum Jongkind
208. Combretum polystictum Hiern
209. Combretum procursum Craib
210. Combretum psidioides Welw.
211. Combretum punctatum Blume
212. Combretum purpurascens Hand.-Mazz.
213. Combretum purpureiflorum Engl.
214. Combretum pyramidatum Desv.
215. Combretum pyrifolium (C.Presl) Kurz
216. Combretum quadrangulare Kurz
217. Combretum quadratum Craib
218. Combretum rabiense Jongkind
219. Combretum racemosum P.Beauv.
220. Combretum razianum K.G.Bhat
221. Combretum recurvatum Sujana, Ratheesh & Anil Kumar
222. Combretum relictum Hutch. & Dalziel
223. Combretum rhodanthum Engl. & Diels
224. Combretum riggenbachianum Gilg & Ledermann ex Engl.
225. Combretum robustum Jongkind
226. Combretum robynsii Exell
227. Combretum rochetianum A.Rich. ex A.Juss.
228. Combretum rohrii Exell
229. Combretum rotundifolium Rich.
230. Combretum rovirosae Exell
231. Combretum roxburghii Spreng.
232. Combretum rupicola Ridl.
233. Combretum sanjappae Chakrab. & Lakra
234. Combretum scandens Liben
235. Combretum schumannii Engl.
236. Combretum sericeum G.Don
237. Combretum shivannae Gholave, Kambale, Lekhak & S.R.Yadav
238. Combretum sordidum Exell
239. Combretum sphaeroides (Tul.) Jongkind
240. Combretum spinosum Bonpl.
241. Combretum stenopterum Exell
242. Combretum stocksii Sprague
243. Combretum struempellianum Gilg & Ledermann ex Engl.
244. Combretum stylesii O.Maurin, Jordaan & A.E.van Wyk
245. Combretum subglabratum De Wild.
246. Combretum subumbellatum (Baker) Jongkind
247. Combretum sundaicum Miq.
248. Combretum sylvicola O.Maurin
249. Combretum tarquense Clark
250. Combretum tenuipetiolatum Wickens
251. Combretum tessmannii Gilg ex Engl.
252. Combretum tetragonocarpum Kurz
253. Combretum tetralophoides Slooten
254. Combretum tetralophum C.B.Clarke
255. Combretum teuschii O.Hoffm.
256. Combretum tibatiense Gilg & Ledermann ex Engl.
257. Combretum tomentosum G.Don
258. Combretum towaense Engl. & Diels
259. Combretum trichophyllum Baker
260. Combretum trifoliatum Vent.
261. Combretum ulei Exell
262. Combretum umbricola Engl.
263. Combretum vendae A.E.van Wyk
264. Combretum vernicosum Rusby
265. Combretum villosum (Tul.) Jongkind
266. Combretum violaceum (Tul.) Jongkind
267. Combretum virgatum Welw. ex M.A.Lawson
268. Combretum viscosum Exell
269. Combretum wallichii DC.
270. Combretum wattii Exell
271. Combretum wilksii Jongkind
272. Combretum winitii Craib
273. Combretum xanthothyrsum Engl. & Diels
274. Combretum youngii Exell
275. Combretum yuankiangense C.C.Huang & S.C.Huang
276. Combretum zenkeri Engl. & Diels
277. Combretum zeyheri Sond.